# Saulo Araújo Fontes
Saulo Araújo Fontes, mais conhecido como Saulo (Piranhas, 2 de abril de 1989), é um futebolista brasileiro que atua como goleiro. Atualmente joga pelo Atlético Cajazeirense.

## Carreira

### Sport
Saulo começou sua carreira nas categorias de base do Sport em 2005 onde ficou até 2006, quando subiu para o time profissional. Em 2007, quando subiu para o time profissional do Rubro-Negro, Saulo não teve muitas chances de atuar e acabou o ano na reserva.
Em 2008, Jogou a Copa do Brasil Sub 20 pelo Sport. Defendeu vários pênaltis na competição e o Leão ficou com o vice-campeonato.
Saulo foi ter sua primeira chance no time principal apenas em 2010 em uma partida diante do Bahia em partida válida pelo Campeonato Brasileiro, mas o Leão acabou perdendo por 2–0. Contudo, o Arqueiro rubro-negro se destacou no início da sua trajetória no Rubro-negro Pernambucano, principalmente nos jogos contra o Santa Cruz, no qual, Saulo fez inúmeras defesas. Mostrava-se um goleiro prodígio e com um belo futuro.
No ano seguinte Saulo se consagrou herói na vitória por 2–1 diante do Vitória, por ter feito o gol da vitória nos últimos minutos da partida. Saulo acabou torcendo o joelho direito no lance do gol, e como o técnico Geninho já havia feito as três substituições, Carlinhos Bala acabou indo pro gol. Após esta contusão, o goleiro não voltou o mesmo garoto prodígio que prometera, mesmo assim, teve uma grande chance no profissional quanto substituiu Magrão (que havia se contundido) nas rodadas finais do Brasileiro 2012. Neste período, defendeu 2 pênaltis e foi considerado o melhor em campo em alguns jogos do Leão, chegando a ficar emocionado algumas vezes. Contudo, o Arqueiro ficou marcado por uma falha no jogo contra o São Paulo, que permitiu a reação São-Paulina naquele jogo. O Sport fora rebaixado ao final do campeonato.
Com o retorno de Magrão após contusão, Saulo voltou para a reserva imediata do ídolo Rubro-Negro. Entrando sempre que aparecia a oportunidade. Em um jogo crucial pela serie b 2013, Saulo entrou contra o Paraná, quando Magrão fora expulso no jogo. O Sport estava com 10 em campo e conseguiu segurar a pressão do Paraná, em mais uma bela partida do Arqueiro, e ainda saiu com a vitória. Saulo ainda esteve presente no considerado "Jogo do Acesso", vencido por 3–2 pelo Leão contra o Boa Esporte em Varginha-MG. O goleiro fez um primeiro tempo seguro, no qual o Sport abriu 3–0, e só foi levar os dois gols nos minutos finais do jogo.

### ABC
Com a boa fase do goleiro Magrão, Saulo acabou ficando sem espaço no time e foi emprestado até o fim de 2015 ao ABC, mas para isso o goleiro teve que renovar seu vínculo até o fim de 2016 para ser emprestado. Estreou oficialmente pelo time alvinegro na vitória por 1–0 diante do Força e Luz em partida válida pelo Campeonato Potiguar.
No segundo turno do Campeonato Potiguar o goleiro acabou sendo um dos destaques do time na conquista da Copa RN pelo fato de não ter tomado nenhum gol e ter feitos várias defesas. O título veio na partida contra o rival América de Natal em que Saulo defendeu um pênalti cobrado por Max, que garantiu a vitória por 2–0.
Na Serie B, Saulo começou com tudo. Nas 6 primeiras rodadas já havia defendido 3 pênaltis. As primeiras vitórias do time deveram-se exclusivamente ao goleiro, com defesas espetaculares. Após fazer cera no sexto jogo, recebeu o terceiro cartão amarelo ficou de fora do sétimo. O goleiro que o substituto foi mal em campo e Saulo voltou ao time, contudo, não voltou a brilhar no campeonato.

## Títulos
Sport
- Campeonato Pernambucano: 2008, 2009, 2010, 2014
- Copa do Brasil: 2008
- Copa do Nordeste: 2014

ABC
- Copa RN: 2015

### Prêmios Individuais
- Seleção do Campeonato Potiguar: 2015